# Nishi Tokujirō
Nishi Tokujirō est un nom japonais traditionnel ; le nom de famille (ou le nom d'école), Nishi, précède donc le prénom (ou le nom d'artiste).
Compléments
Connu pour l'accord Nishi–Rosen (en)
Le baron Nishi Tokujirō (西 徳二郎) (4 septembre 1847 - 13 mars 1912) est un homme politique et diplomate japonais qui fut ministre des Affaires étrangères en 1897-1898.

## Biographie
Nishi est issu d'une famille samouraï du domaine de Satsuma (actuelle préfecture de Kagoshima). Après la restauration de Meiji de 1868, il rejoint le ministère des Affaires étrangères du nouveau gouvernement de Meiji et est envoyé étudier le russe à Saint-Pétersbourg en 1870. De 1870 à 1873, il voyage beaucoup à travers l'Asie centrale, visitant Boukhara, Samarcande, Tachkent, Ürümqi et d'autres zones du Xinjiang. Après avoir servi comme premier secrétaire de la légation japonaise à Paris en 1874, il retourne au Japon.
En juin 1886, il est nommé conseiller-général de la légation japonaise en Russie, en Suède, et en Norvège et reçoit le titre de baron (danshaku) selon le système de noblesse kazoku. En août 1896, il devient ambassadeur en Russie. En mars 1897, il est nommé au conseil privé.
Du 6 novembre 1897 au 12 janvier 1898, Nishi est ministre des Affaires étrangères dans le second gouvernement de Matsukata Masayoshi puis de nouveau jusqu'au 30 juin 1898 dans le troisième gouvernement d'Itō Hirobumi. Il négocie le « troisième accord russo-japonais » (l'accord Nishi–Rosen (en)) le 25 avril 1898 par lequel la Russie reconnait la suprématie du Japon en Corée en échange de la reconnaissance du Japon de la sphère d'influence de la Russie en Mandchourie. En octobre 1899, il est nommé ambassadeur auprès de la dynastie Qing en Chine et fait partie de la légation japonaise durant la révolte des Boxers.
En décembre 1899, il est décoré de l'ordre du Soleil levant (1re classe).
Il est le père de Takeichi Nishi, officier de cavalerie de l'armée impériale japonaise qui gagnera une médaille d'or aux Jeux olympiques d'été de 1932 et perdra la vie durant la bataille d'Iwo Jima.